# Tràm liễu
Tràm liễu, hay Tràm bông đỏ, có tên khoa học là Callistemon citrinus, thuộc họ Myrtaceae. Có một số trang Web hay gọi là Liễu đỏ sẽ bị nhầm sang cây Liễu rủ thuộc họ hoa Salicaceae Liễu.

## Đặc điểm
Cây gỗ nhỡ cao 7–8 m. Thân giống thân tràm, cành khá to, vỏ sần sùi và thường rủ xuống đất. Phiến lá thon, lúc non màu tươi, khi già màu đậm, vò nhẹ toát mùi thơm đặc trưng của tinh dầu tràm. Hoa nhiều, tập trung ở đầu cành màu đỏ tươi, đầu cành hoa có lá mọc tiếp tục.
Cây có nguồn gốc từ châu Úc.

## Công dụng

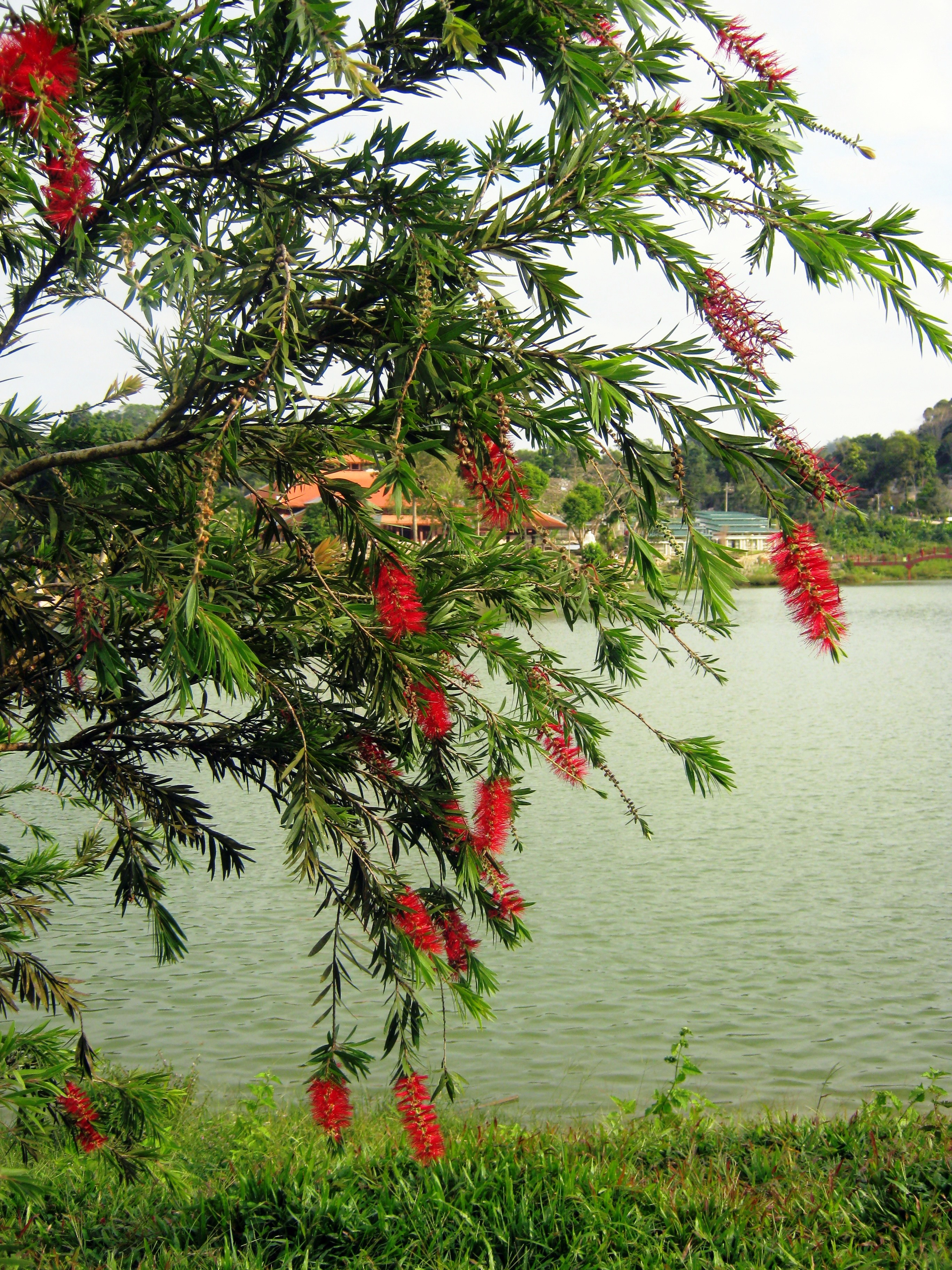
Tràm liễu bên hồ Thủy Liêm trên đỉnh núi Cấm

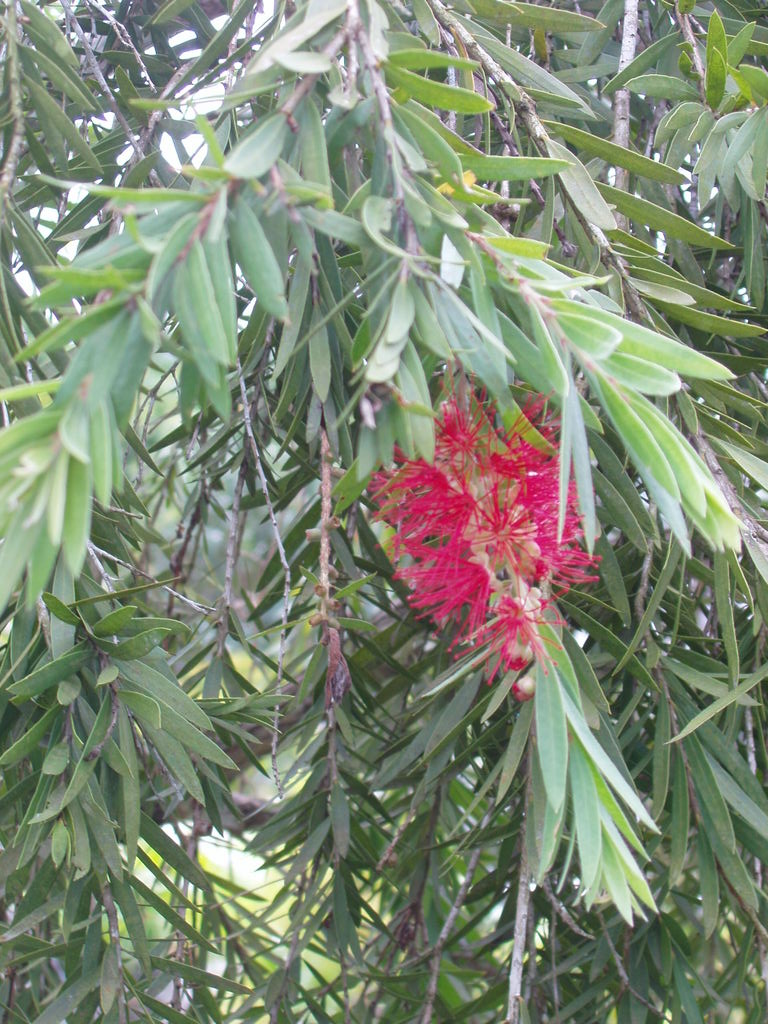
Cây tràm liễu

Được trồng rộng rãi để làm cảnh vì cho hoa đẹp.
Ở Việt Nam cây được trồng nhiều ở các tỉnh phía Nam do khí hậu ở phía Nam thích hợp với cây liễu; tràm bông đỏ là một sự thay thế hoàn hảo cho liễu khi trồng viền các bờ nước. Hiện tại ở các tỉnh phía Bắc cũng đã phát triển rộng rãi loài cây này.

## Hình ảnh

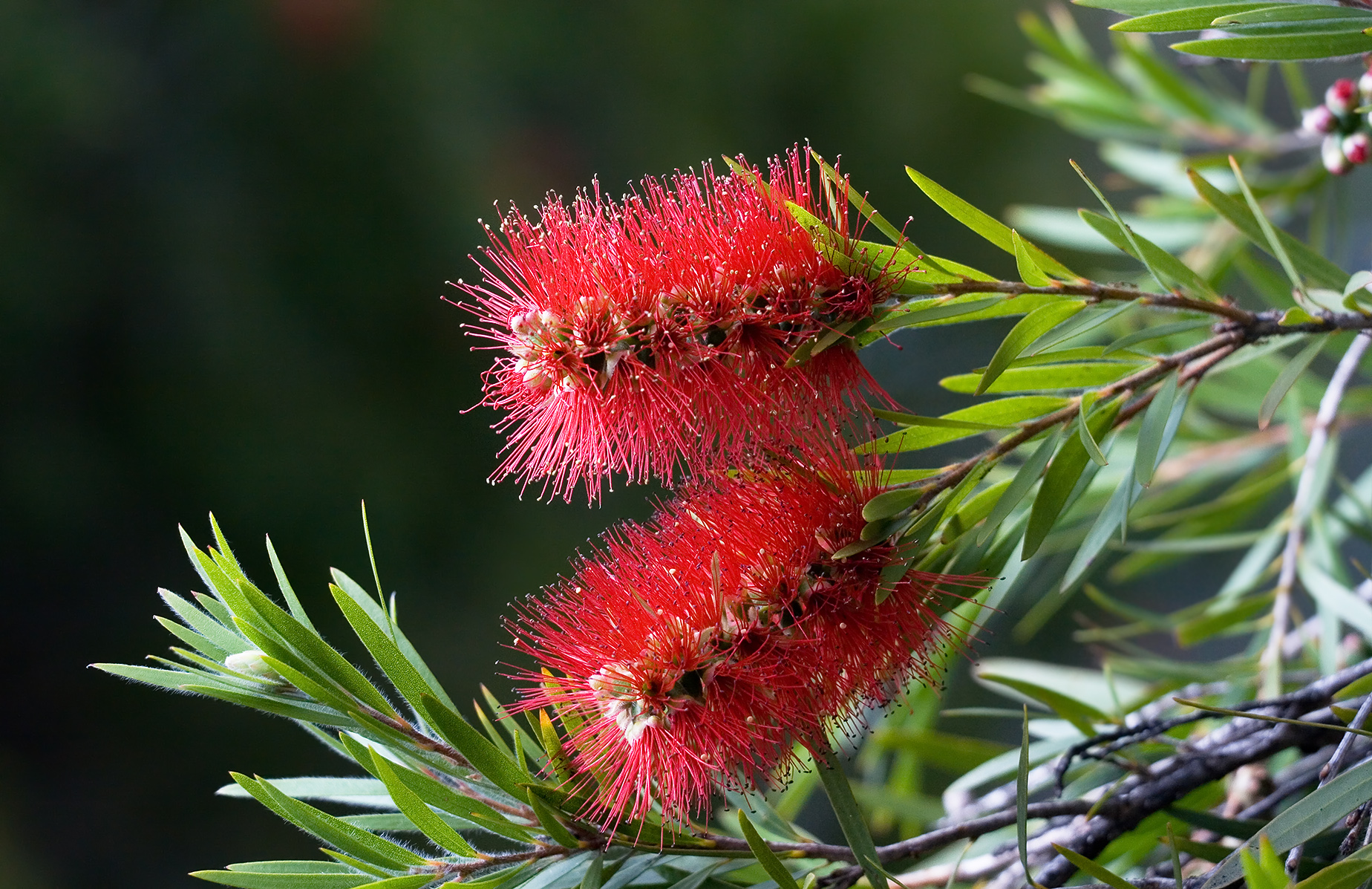
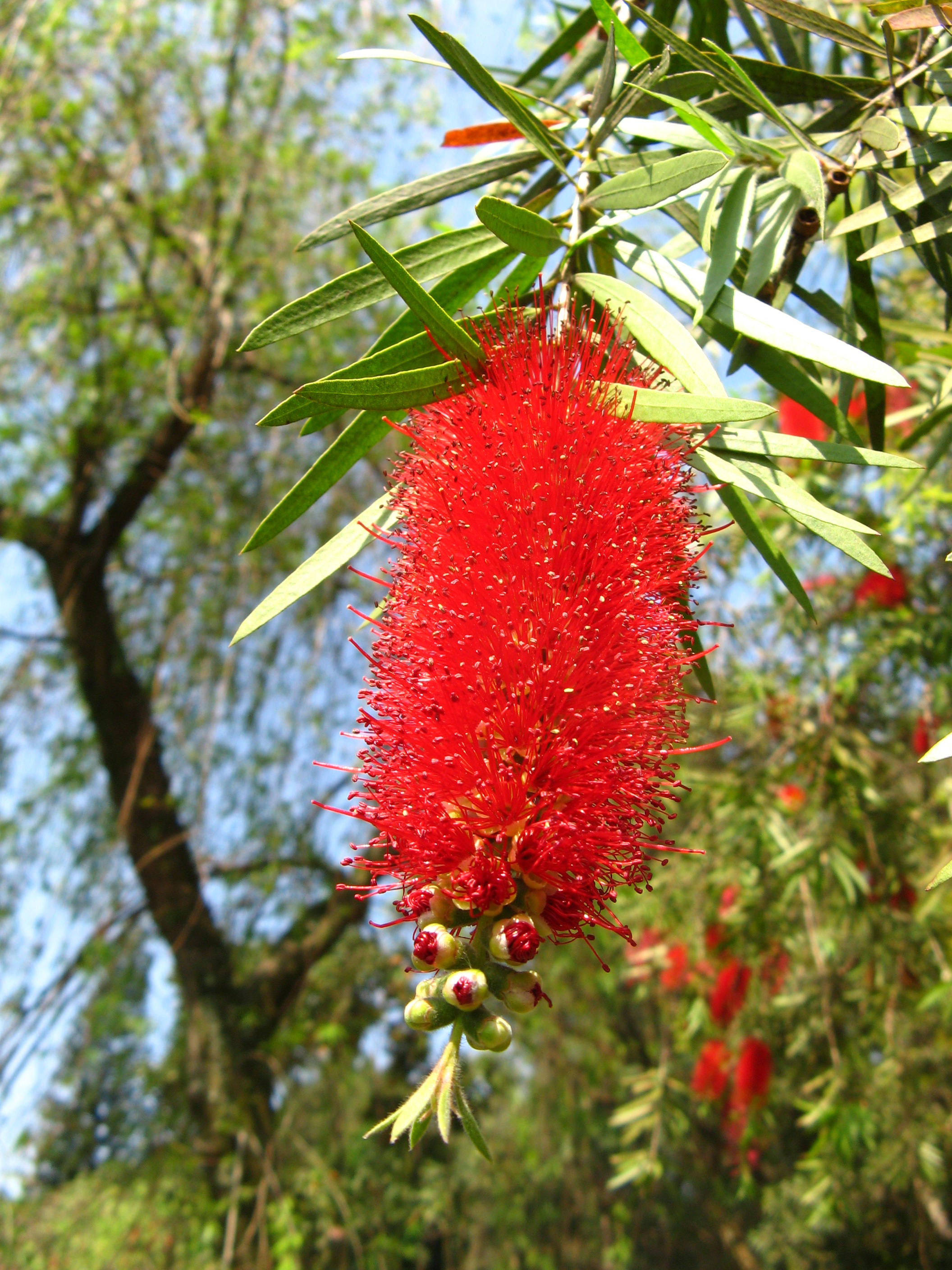
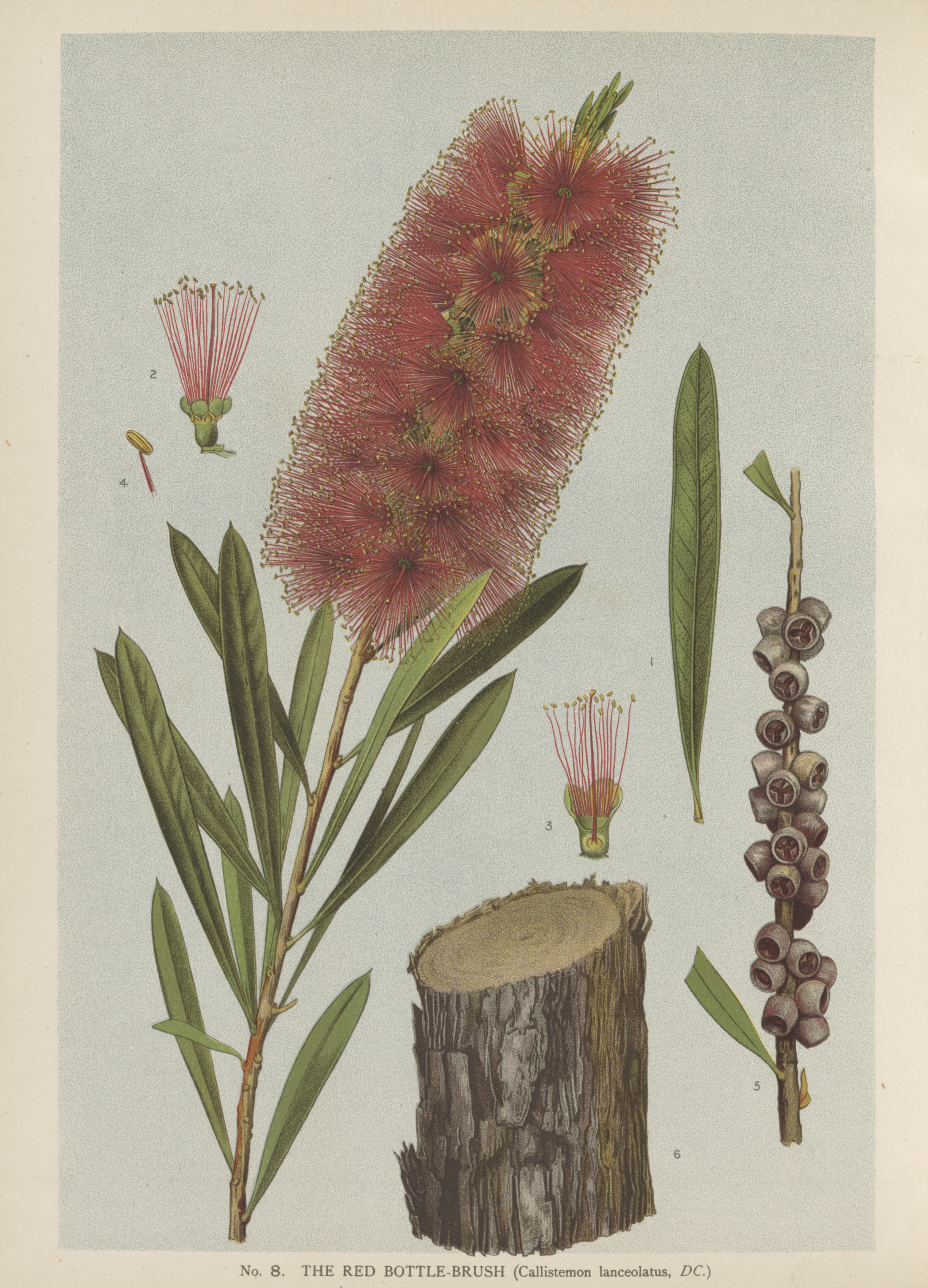
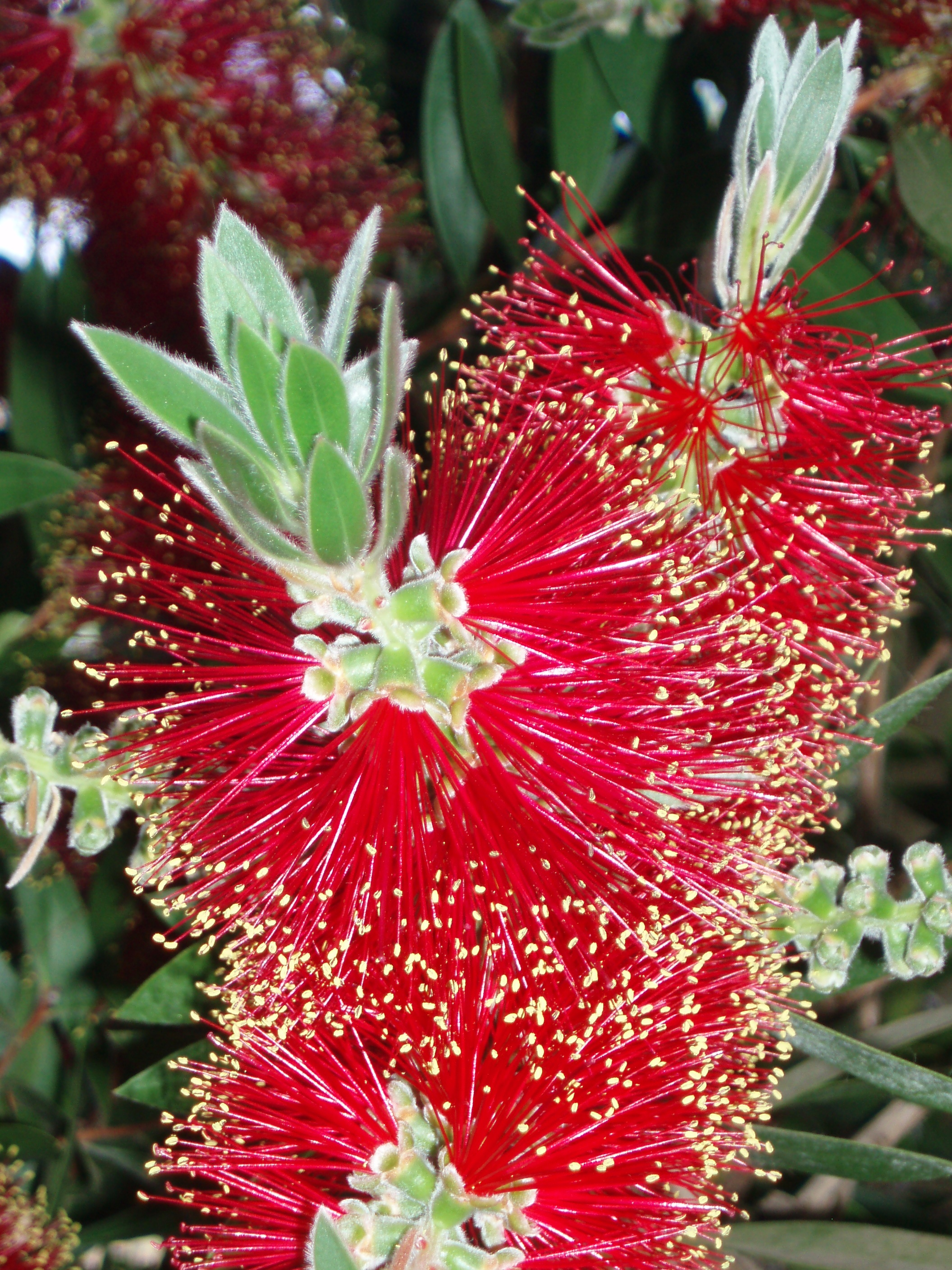
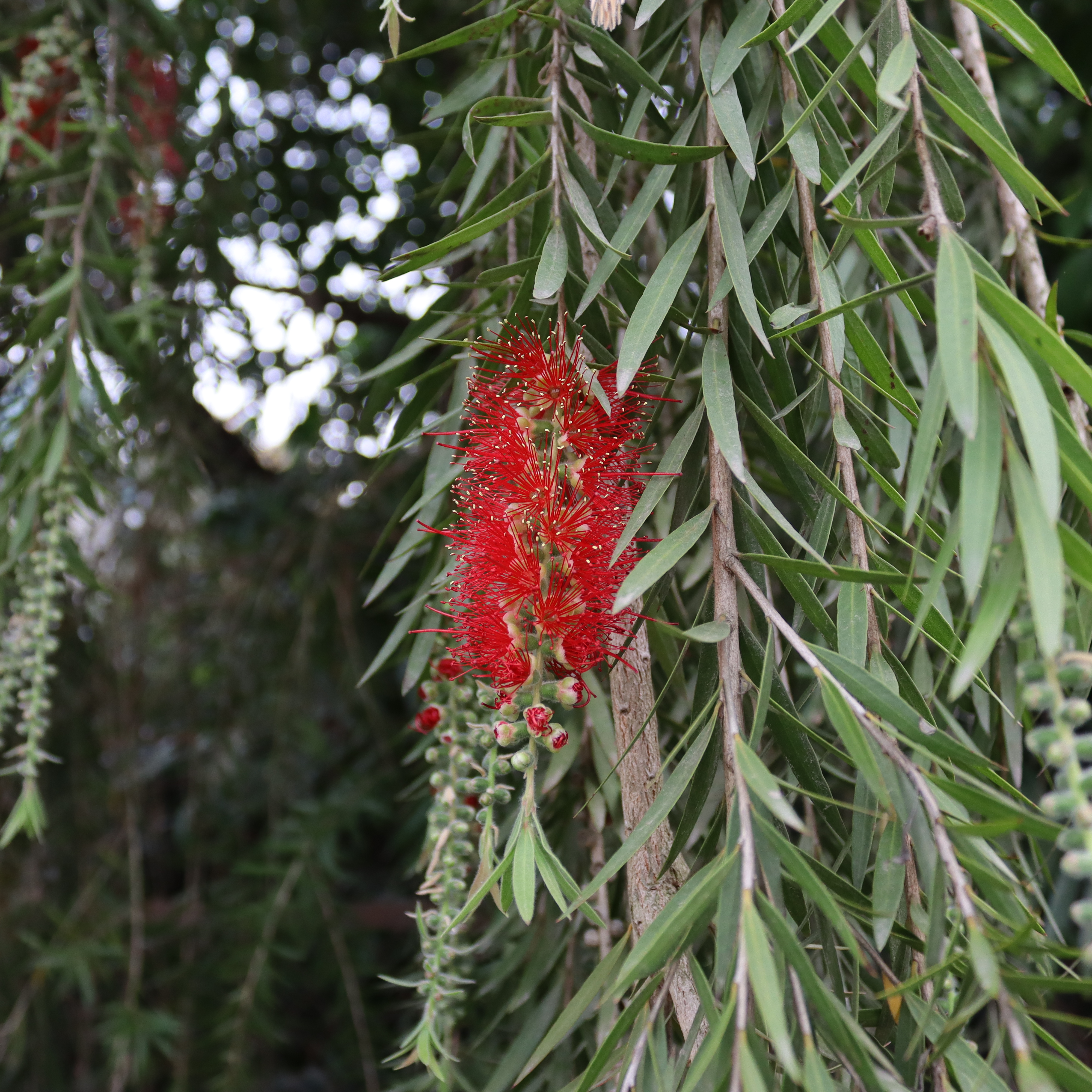
Tràm liễu tại xã Phụng Công, huyện văn Giang, Hưng yên